# Abanino
Abanino (ros. Абанино) – wieś w Rosji, w rejonie grazowieckim obwódu wołogodzkiego. W 2002 liczyła 14 mieszkańców, z kolei w 2010 populacja miejscowości wynosiła 8 osób.